# Ялчкаево
Ялчкаево — село в Шарлыкском районе Оренбургской области в составе Константиновского сельсовета.

## География
Находится на расстоянии примерно 11 километров по прямой на северо-восток от районного центра села Шарлык.

## История
Старейшее село Шарлыкского района. Одно из старейших в Оренбуржье. Существует и сегодня. Население - татары.
Село было основано предположительно в конце XVI - начале XVII вв. башкирами из рода Бурзян.
Дата указанная на надгробном камне, найденном на местном кладбище (Кабер таш) - 1611 г.
Деревня Ялчикай принадлежала Баюлинской (Байсаринской) тюбе Бурзянской волости. VII ревизия (1816 г.) зафиксировала сыновей первопоселенца — 38‑летнего Байгужу, 33‑летнего Аллакувата и 21‑летнего Кинзябулата Ялчикаевых. Среди жителей деревни есть участник Отечественной войны 1812 г. Это урядник Мухаметрахим Кайгулов, служивший в армии с 9‑м башкирским полком. В первой половине XIX в. она была в составе 32‑й юрты IX кантона. К V ревизии (1795 г.) деревня состояла из 17 дворов, где было 80 мужчин и 103 женщины. Тогда же в ней была деревянная мечеть. На карте 1786 г. уже можно увидеть эту деревню. X ревизия показала 33 двора с 255 жителями. 3 семьи прибыло из д. Ново-Якутово. Изначально деревня располагалась на р. Ялангаслы притоке р. Салмыш. В 1836 г. эта территория отошла к казне, а ялчикаевцы вынуждены были переселиться на новое местожительство. В 1878 году часть жителей основала деревню Ялчикаево (ныне Куюргазинский район Башкортостана). Видимо, части жителей д. Ялчикеево все же удастся остаться на своих местах. Впоследствии указанная деревня станет называться Старо-Ялчикаево. После припуска татар деревня станет татарской. Ныне это д. Ялчкаево Шарлыкского р-на Оренбургской области. Некоторая часть жителей старой деревни приняла участие в формировании и д. Ново-Якутово, которые в 1920‑х гг., выделившись из нее, образовали д. Казлаир-Ялчикай. В 1920 г. к Таймасовской волости относились д. Новое Ялчикаево с 101 дворами (351 чел.) и д. Старое Ялчикаево с 47 дворами (240 чел.). В 1926 г. в составе Мурапталовской волости в д. Казлаир-Ялчикай проживало 118 чел. в 28 дворах.

## Население
По данным переписи 1920 года Ялчкаево (Старо-Ялчикаево) состояла из 47 дворов, из которых 34 дворов из башкир, 10 дворов из татар, 3 двора из русских.
Население составляло 329 человек в 2002 году (татары 95 %), 239 по переписи 2010 года.